# My Soul to Take
My Soul to Take és una  pel·lícula de terror  estatunidenca en 3D de gènere « slasher » coproduïda, escrita i dirigida per Wes Craven estrenada l'any 2010.

## Argument
La història d'un assassí en sèrie que ressorgeix setze anys després de la seva pretesa mort per matar els set fills nascuts aquella nit.

## Repartiment
- Max Thieriot: Adam « Bug » Hellerman
- John Magaro: Alex Dunkelman
- Denzel Whitaker: Jerome King
- Zena Grey: Penelope Bryte
- Nick Lashaway: Brandon O'Neil
- Paulina Olszynski: Brittany Cunningham
- Jeremy Chu: Jake Chan
- Elena Hurst: Maria Ramirez
- Emily Meade: Fang Hellerman
- Raul Esparza: Abel Plenkov
- Jessica Hecht: May Hellerman
- Frank Grillo: El detectiu Frank Paterson
- Dennis Boutsikaris: Principal Pratt
- Danai Gurira: Jean-Baptiste
- Harris Yulin: Dr. Blake
- Shareeka Epps: Chandelle King

## Al voltant de la pel·lícula
- El projecte es titulava originalment 25/8. Wes Craven va decidir canviar el títol, My Soul To Take, inspirat en una cançó per a nens.
- Si s'exceptua el seu segment a Paris, je t'aime, no havia dirigit cap dels seus guions des de El nou malson l'any 1994. Per contra molt havia escrit per a altres realitzadors.

## Crítica
- "El director es deixa portar per la indolència i malgasta una arrencada prometedora (...) la pel·lícula claudica davant uns efectismes i paranys que denoten més mandra que enginyo (...) Puntuació: ★★ (sobre 5)"[2]
- "Aquest estúpid i trillat slasher d'adolescents seria avorrit si vingués de qualsevol altre guionista-director, no diguem d'un amb diversos clàssics del gènere en el seu haver[3]
- "Potser la pitjor pel·lícula de terror que mai ha fet Wes Craven"[4]